# Ałdan-Maadyr
Ałdan-Maadyr (ros. Алдан-Маадыр) – wieś w Rosji, w Tuwie, w kożuunie sut-cholskim. W 2021 liczyła 1234 mieszkańców.